# Обследование технического состояния строительных конструкций
Обследование технического состояния строительных конструкций — определение и оценка фактических значений контролируемых параметров работоспособности объекта обследования для принятия решения относительно возможности, целесообразности и необходимости его дальнейшей эксплуатации, реконструкции или необходимости восстановления, усиления, ремонта. Обследование технического состояния строительных конструкций включает в себя обследование грунтов основания на предмет выявления изменения свойств грунтов, деформационных повреждений, дефектов несущих конструкций и определения их фактической несущей способности.
Обследование технического состояния строительных конструкций зданий и
сооружений проводится, как правило, в два этапа:
- 1-й этап — предварительное обследование;
- 2-й этап — детальное обследование[1]:7.

Предварительное обследование проводится с целью получения первичной
экспертной оценки технического состояния строительных конструкций здания или сооружения, для установления необходимости проведения
детального обследования:7.
Детальное обследование уточняет результаты предварительного
обследования, проводятся необходимые поверочные расчеты несущей способности и устойчивости строительных конструкций обследуемых зданий и сооружений:7.

### Нормативная литература
- СП 13-102-2003 Правила обследования несущих строительных конструкций зданий и сооружений.
- ГОСТ Р 55567-2013 Порядок организации и ведения инженерно-технических исследований на объектах культурного наследия. Памятники истории и культуры. Общие требования.
- ГОСТ 34379-2018 Конструкции ограждающие светопрозрачные. Правила обследования технического состояния в натурных условиях.
- СП 329.1325800.2017 Здания и сооружения. Правила обследования после пожара.